# Yesterday Love
Yesterday Love è un singolo della cantante giapponese Mai Kuraki, pubblicato nel 2017 ed estratto dal suo undicesimo album in studio Smile.

## Tracce
- Download digitale

1. Yesterday Love (4:55)